# Rise and Shine (filmkomedie, 1941)
Rise and Shine is een Amerikaanse filmkomedie uit 1941 onder regie van Allan Dwan.

## Verhaal
Boley Bolenciecwcz is een atleet op de universiteit, maar hij is niet bijzonder pienter. Hij heeft goede cijfers nodig om football te kunnen blijven spelen. De decaan stelt voor dat hij intrekt bij professor Murray, zodat diens dochter Louise hem bijles kan geven. Jimmy McGonigle van de rivaliserende ploeg moet ervoor te zorgen dat Boley zakt.

## Rolverdeling
| Acteur          | Personage               |
| --------------- | ----------------------- |
| Jack Oakie      | Boley Bolenciecwcz      |
| George Murphy   | Jimmy McGonigle         |
| Linda Darnell   | Louise Murray           |
| Walter Brennan  | Grandpa                 |
| Milton Berle    | Seabiscuit              |
| Sheldon Leonard | Menace                  |
| Donald Meek     | Professor Philip Murray |
| Ruth Donnelly   | Mame Bacon              |
| Raymond Walburn | Kolonel Bacon           |
| Donald MacBride | Trainer Graham          |
| Emma Dunn       | Mevrouw Murray          |
| Charles Waldron | President               |
| Mildred Gover   | Mevrouw Robertson       |
| William Haade   | Butch                   |
| Dick Rich       | Gogo                    |